# Mós (Vila Verde)
Mós era una freguesia portuguesa del municipio de Vila Verde, distrito de Braga.

## Historia
La freguesia de Mós perteneció al concelho de Pico de Regalados hasta la extinción de este en 1855, pasando desde entonces al de Vila Verde. 
Fue suprimida el 28 de enero de 2013, en aplicación de una resolución de la Asamblea de la República portuguesa promulgada el 16 de enero de 2013 al unirse con las freguesias de Gondiães y Pico de Regalados, formando la nueva freguesia de Pico de Regalados, Gondiães e Mós.

## Organización territorial
La freguesia constaba de doce lugares o núcleos de población.